# Гуртовий ринок в Тель-Авіві

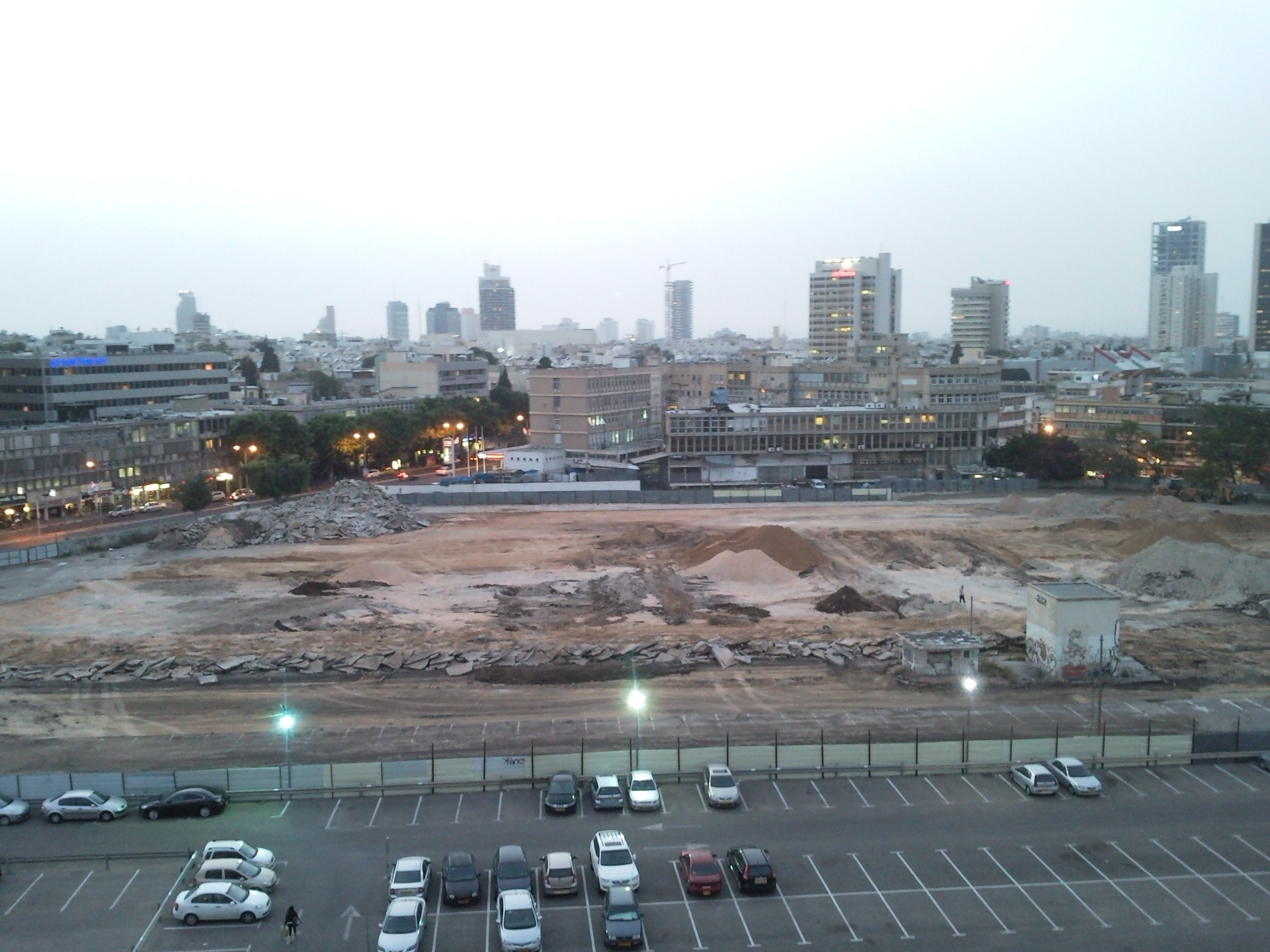
Гуртовий ринок в Тель-Авіві (2011 рік)

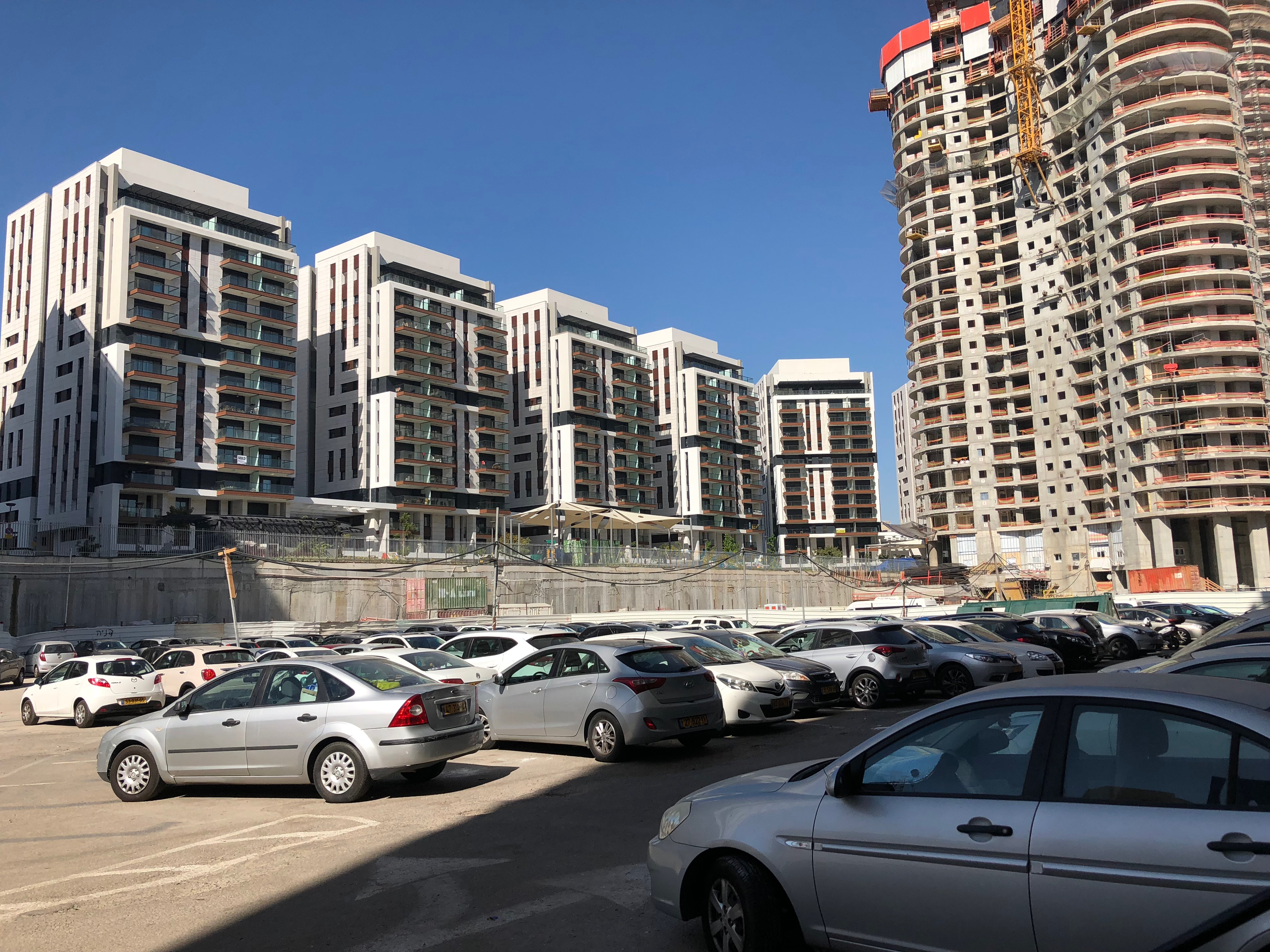
Житлові вежі на місці гуртового ринку в Тель-Авіві (жовтень 2017 року)

Гуртовий ринок (івр. השוק הסיטונאי га-шук га сітонаї) — гуртовий ринок фруктів і овочів, який діяв у центрі Тель-Авіва в 1952 —2006 роках.

## Історія
1952 року ринок заснувала компанія «Га-Шук га-сітонаї» (укр. Гуртовий ринок; івр. חברת השוק הסיטונאי; скорочено — «Хеврат га-шук»(укр. Ринкова компанія; івр. חברת השוק)), яка належала товариству «Тнува» (60 %) і приватним гуртовикам. До того часу гуртова торгівля методом аукціону здійснювалася в ринковому комплексі «Алія» на півдні міста між вулицями: Га-Алія, Вольфсон і Членова. Компанія орендувала на 99 років територію площею 59 дунамів, що належала муніципалітету Тель-Авіва в трикутному комплексі між вулицями Карлібах, Хашмонаїм і шосе Бегін (тоді — шосе Петах-Тіква). У 2009 році вирішили, що стару будівлю на вулиці Га-Алія знесуть, а землю використають під будівництво житлового комплексу для молоді.
Ринок складався з трьох критих павільйонів, які торговці називали «рампами» (івр. רמפות), і вони використовувалися для зберігання продукції, торгівлі та розвантаження та завантаження. Крім того, на ринку відвели багато місця для руху та паркування вантажного та транспортного засобів. Торгівля на ринку протягом багатьох років відбувалася за моделлю попиту та пропозиції, як це прийнято на сучасних ринках. На момент заснування ринок обслуговував Тель-Авівський округ та низку інших гуртових ринків в Ізраїлі, а на час закриття ринок продавав приблизно 360 000 тонн продукції на рік, приблизно одну шосту від загального споживання овочів та фруктів ув Ізраїлі.
Навколо комплексу гуртових ринків розташовувалися дирекції багатьох сільськогосподарських компаній, таких як: «Ізраїльська молочна рада», «Ізраїльська медова рада», «Ізраїльська овочева рада» та «Ізраїльська фруктова рада».

### Переміщення ринку
Коли ринок заснували, він був відносно далеко від центру Тель-Авіва, але через прискорений розвиток міста та збільшення площі міста за кілька років ринок став анклавом у самому місті. Територія ринку стала неприємною через проблеми з санітарією, запахи гнилі, в'їзд багатьох вантажівок у центр міста та інтенсивний рух транспорту вночі та рано-вранці. Ще в 1965 році існував план переміщення ринку, де серед іншого пропонувалося перенести ринок на територію поблизу сміттєзвалища Хірія, а в 1997 році навіть ухвалили урядове рішення про переміщення ринку. У 1998 році Міністерство сільського господарства та Земельна адміністрація Ізраїлю виділили біля транспортної розв'язки Месубім ділянку площею 350 дьонюмів для будівництва нового ринку.
У січні 2002 року муніципалітет Тель-Авіва та компанія «Тнува» підписали угоду про переміщення ринку та зміну цільового призначення комплексу на житлове. Підкомісія із заперечень громадськості Комітету з планування та будівництва Тель-Авівського округу затвердила план розвитку ринкового комплексу в січні 2005 року. Ринкові трейдери, які володіли акціями компанії, природно, підтримали переміщення через очікуване підвищення вартості нерухомості, тоді як трейдери, які орендували склади безпосередньо від муніципалітету Тель-Авіва, вели боротьбу за отримання справедливої компенсації.
18 травня 2006 року ринок остаточно закрили, а торгівлю перенесли до тимчасового комплексу гуртового ринку на Цріфіні — застарілого комплексу, який не відповідав потребам сучасного ринку.
Після закриття ринку комплекс тимчасово використовувався як величезна автостоянка, яка обслуговувала жителів міста та його гостей, особливо тих, хто приходив до Будинку культури, театру Габіма, сінематеки та розважальної зони на сусідній вулиці Га-Арбаа. У квітні 2010 року комплекс продали за приблизно 1,5 мільярда шекелів на користь будівництва в цьому районі.

### Будівництво на місці ринку
На місці ринку компанії «Моше ве-Іґаль Ґінді», «Ґінді-Інвестментс» і «Рібуа кахоль надлан» створюють житловий мікрорайон, який включатиме 10 житлових будівель по 12 поверхів, комерційні та робочі будівлі, громадські будівлі та парк. Мікрорайон також включатиме початкову школу, дитячі садки, заміський клуб, музей науки та величезний підземний паркінг. Комплекс спроєктували архітектори Яков Іяр (івр. יעקב יער) та його донька Талі Іяр-Кост (івр. טלי יער-קוסט). Житлові будинки спроєктовані компанією «Yashar Architects», торговий центр — «Moore Yaski Sivan Architects», а громадські будівлі — компанією «Eliakim Architects». Планується будівництво двох 45-поверхових житлових веж висотою 153 м. Усього в комплексі планується будівництво 1800 квартир.
24 березня 2017 року в комплексі, оточеному житловими будинками та торгово-продовольчими комплексами, відкрився TLV Fashion Mall.

## Новий проєкт ринку в комплексі Месубім
У 1998 році Міністерство сільського господарства та Земельна адміністрація Ізраїлю виділили біля транспортної розв'язки Месубім ділянку площею 35 гектарів для будівництва нового ринку, а в 1999 році опублікували тендер на проєктування ринку. Тендер виграла компанія «Znobar Consultants» (івр. צנובר יועצים) разом із французькою компанією «SEMMARIS», яка управляє гуртовим ринком Парижа Ренжис, і фірмою «Orbach Architects». Поданий план охоплює загальну площу 23 гектари; з яких 8 гектарів призначено для торгівлі овочами та фруктами, 2,4  для торгівлі квітами та рослинами в горщиках, 4 гектари призначено для охолодження та зберігання, 5,5 для адміністрації, послуг, готелю, який обслуговуватиме водіїв та автостоянки, а 3 гектари будуть резервні, щоб збільшити розміри ринку у перспективі.
У 2001 році уряд вирішив створити новий, сучасний і прогресивний гуртовий ринок біля розв'язки Месубім, «маючи на меті скоротити брокерський розрив і підвищити якість сільськогосподарської продукції на користь споживачів і фермерів».
У 2002 році план створення ринку затвердив Окружний комітет. Рон Хульдаї, мер Тель-Авіва, ініціював створення асоціації міст у Ґуш-Дані для управління ринком, але міністр сільського господарства Ісраель Кац оголосив, що її заснує нова урядова компанія.Проєкт не був розпочатий протягом кількох років.

### Невдачі у створенні нового ринку
Після закриття ринку в Тель-Авіві в 2006 році ринок «тимчасово» переїхав до комплексу в Цріфіні, розташувавшись там на площі менше третини площі запланованого ринку, з поганими умовами роботи. Уряд зобов'язався створити новий і сучасний ринок біля розв'язки Месубім протягом трьох-п'яти років, але це рішення уряд не виконав. Опозиція великих гравців, якими є маркетингові мережі, які отримали ліцензію гуртової торгівлі, не погоджувалася на створення ринку, який би напряму конкурував з їхніми логістичними центрами, і чинила тиск на уряд, щоб не створювати ринок, обґрунтовуючи тим, що ринок не зможе обслуговувати великі мережі через свій невеликий розмір і обсяг дрібних товарів, що продаються там. Крім того, протягом кількох років уряд висував непотрібні додаткові вимоги до будівництва ринку, що збільшило вартість будівництва проєкту приблизно на 550 мільйонів шекелів.
У жовтні 2010 року уряд знову ухвалив рішення про створення ринку, який буде належати державі та управлятися державною компанією, яка обиратиме будівельного підрядника через тендер BOT — build–operate–transfer (укр. будуй-оперуй-передай). Для цього в лютому 2011 року заснували державну компанію «Шук сітонаї ле-Ісраель» («Ізраїльський гуртовий ринок»; івр. חברת שוק סיטוני לישראל), яка опублікувала тендер на створення ринку в червні 2013 року.
У липні 2013 року Алекса Вайсмана (івр. אלכס ויסמן) призначили генеральним директором компанії, який пообіцяв, що ринок запрацює до кінця 2014 року, а визначення цін на овочі та фрукти на ринку базуватиметься на даних, які надходитимуть у режимі реального часу до комп'ютеризованої диспетчерської. Вайсман пішов у відставку через рік через звинувачення у порушеннях і бюджетних розтратах. У квітні 2018 року, після невдачі у просуванні проєкту, Міністерство сільського господарства оголосило, що компанію закриють до кінця 2018 року. Уряд скасував своє рішення створити ринок після того, як вартість будівництва проєкту стала приблизно 550 мільйонів шекелів.
У травні 2019 року Державний контролер Йосеф Шапіра опублікував звіт про проєкт, у якому написав:
|  | Факти, розкриті в цьому розділі щодо організації створення гуртового ринку за останні 17 років, відображають низку професійних і функціональних недоліків у роботу уряду, і результатом є те, що з практичної точки зору ситуація 2018 року схожа на ситуацію 2001 року. Вирішення цього питання урядом протягом багатьох років характеризувалося повільним підходом, який іноді межував із затягуванням; у нерішучості дій і труднощах у вирішенні економічних і правових питань проєкту; у зміні шляхів впровадження кожні кілька років через неможливість реалізації рішень; у неспроможності впоратися з відмовою органу місцевого самоврядування діяти на виконання рішення уряду, що призвело до зриву можливості його виконання; у неможливості повною мірою використати діяльність державного підприємства, створеного на виконання рішення уряду, що призвело до ухвалення рішення про його ліквідацію та закриття; і витратами значних ресурсів, більшість з яких пішла на вітер Оригінальний текст (івр.) העובדות שנפרשו בפרק זה בדבר הטיפול בהקמת השוק הסיטוני ב-17 השנים האחרונות משקפות שורה של חולשות מקצועיות ותפקודיות בפעולת הממשלה, והתוצאה היא שמהבחינה המעשית מצב הדברים בשנת 2018 דומה למצבם ב-2001. הטיפול הממשלתי רב השנים בנושא זה התאפיין בהתנהלות אטית שגבלה לעתים בגרירת רגליים; בפעולה לא החלטית וקושי להכריע בסוגיות כלכליות ומשפטיות של הפרויקט; בהחלפת נתיבי היישום אחת לכמה שנים בשל חוסר יכולת להוציא לפועל החלטות; בחוסר יכולת להתמודד עם סירוב של רשות מקומית לפעול ליישום החלטת הממשלה, דבר שהוביל לסיכול היכולת ליישמה; בחוסר יכולת למצות את פעולותיה של חברה ממשלתית שהוקמה ליישום החלטת הממשלה, עד כדי החלטה על פירוקה וסגירתה; ובהוצאת משאבים ניכרים שרובם ירדו לטמיון |

## Галерея

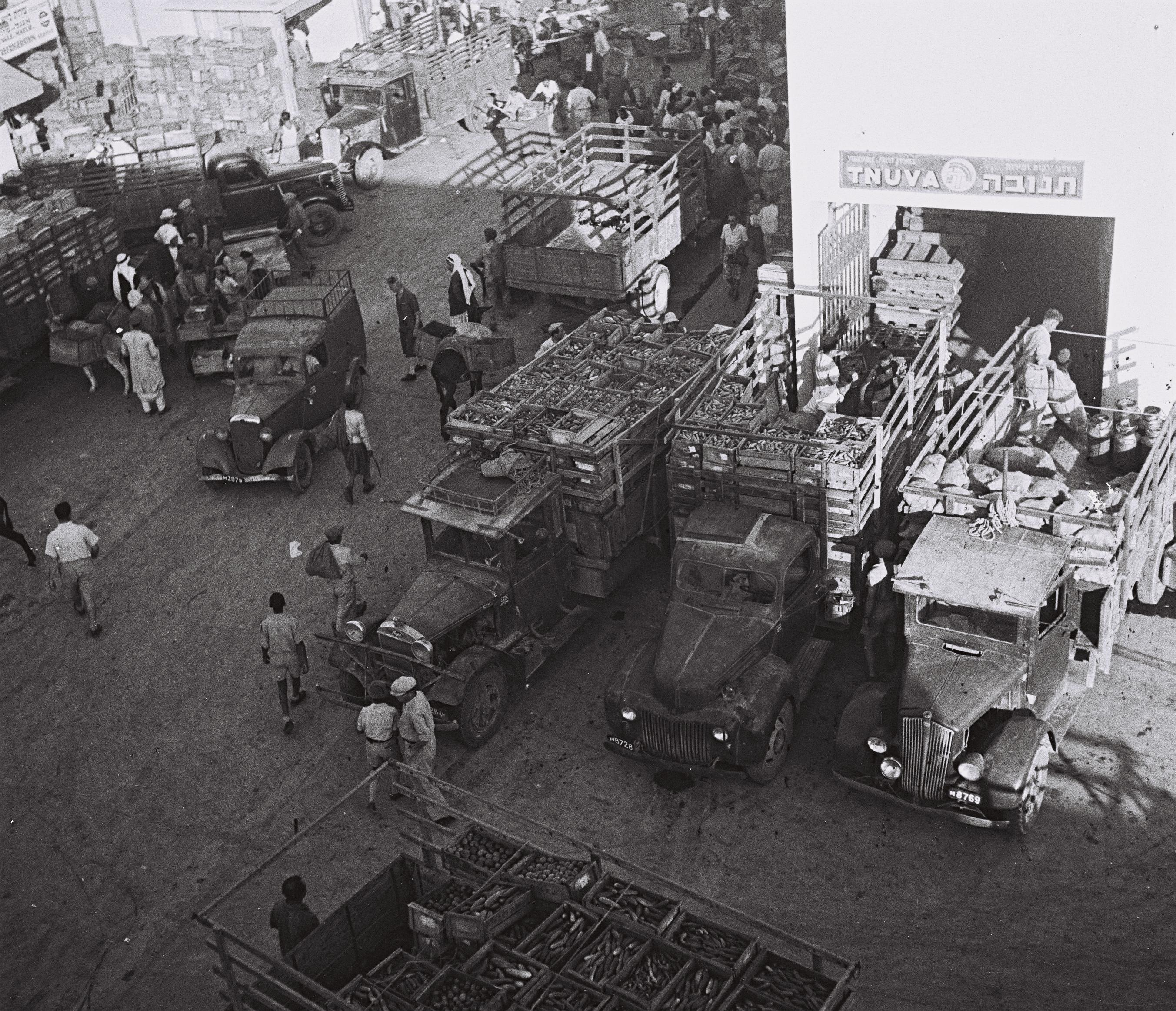
Гуртовий ринок в Тель-Авіві (до 1958). Фото Зольтана Клуґера
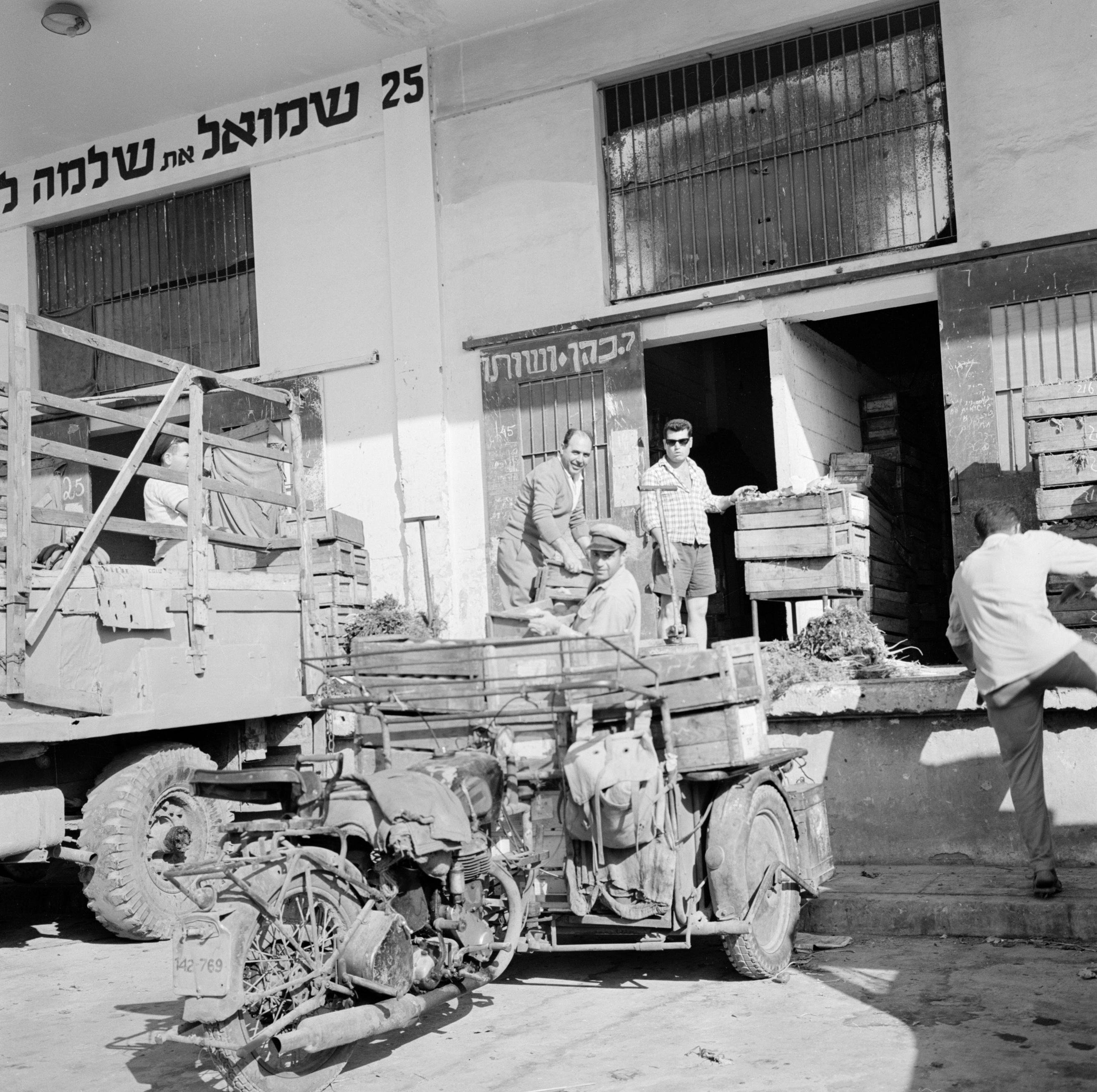
Гуртовий ринок в Тель-Авіві (1964). Фото Вілема ван де Поля
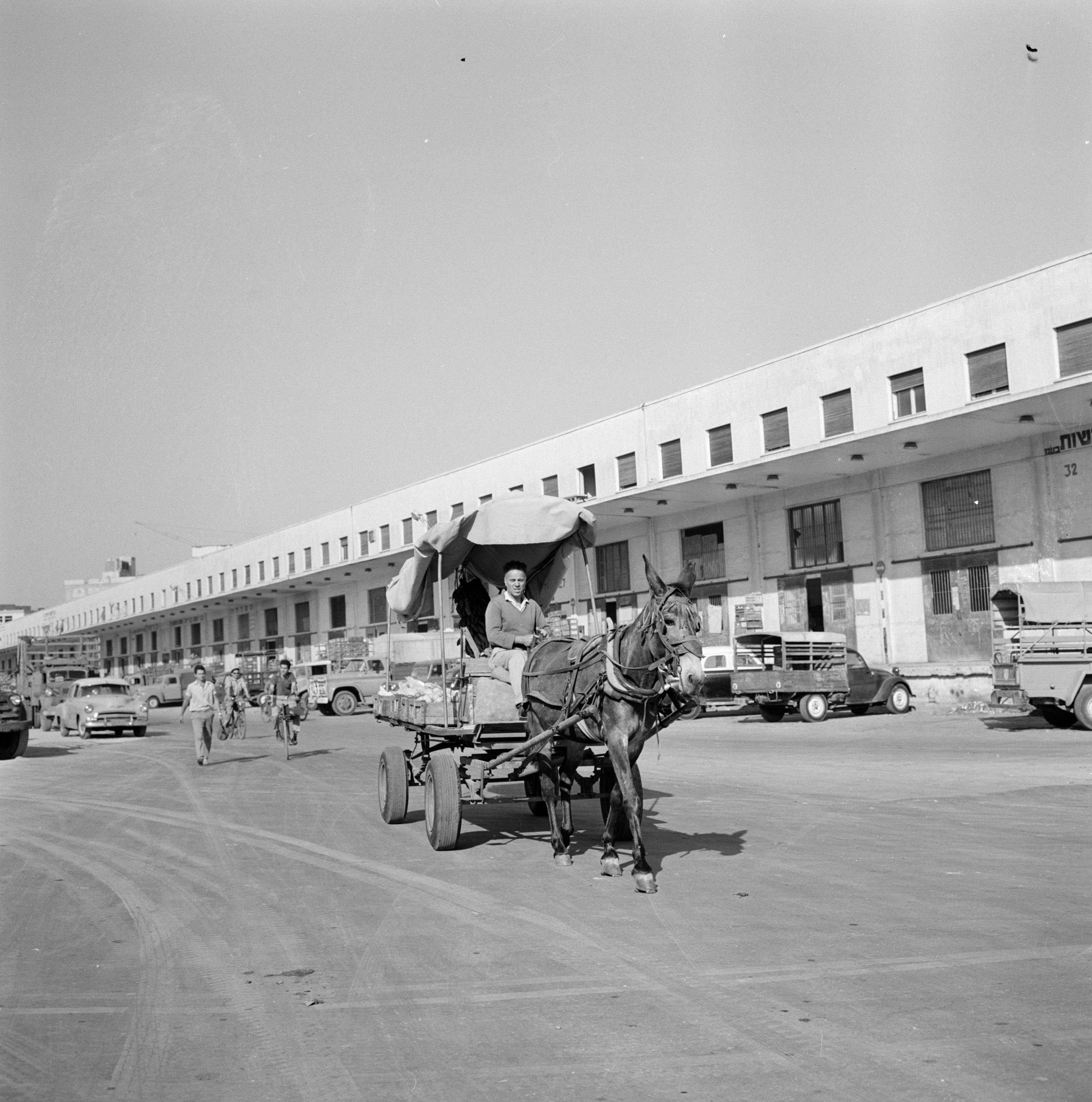
Гуртовий ринок в Тель-Авіві (1964). Фото Вілема ван де Поля
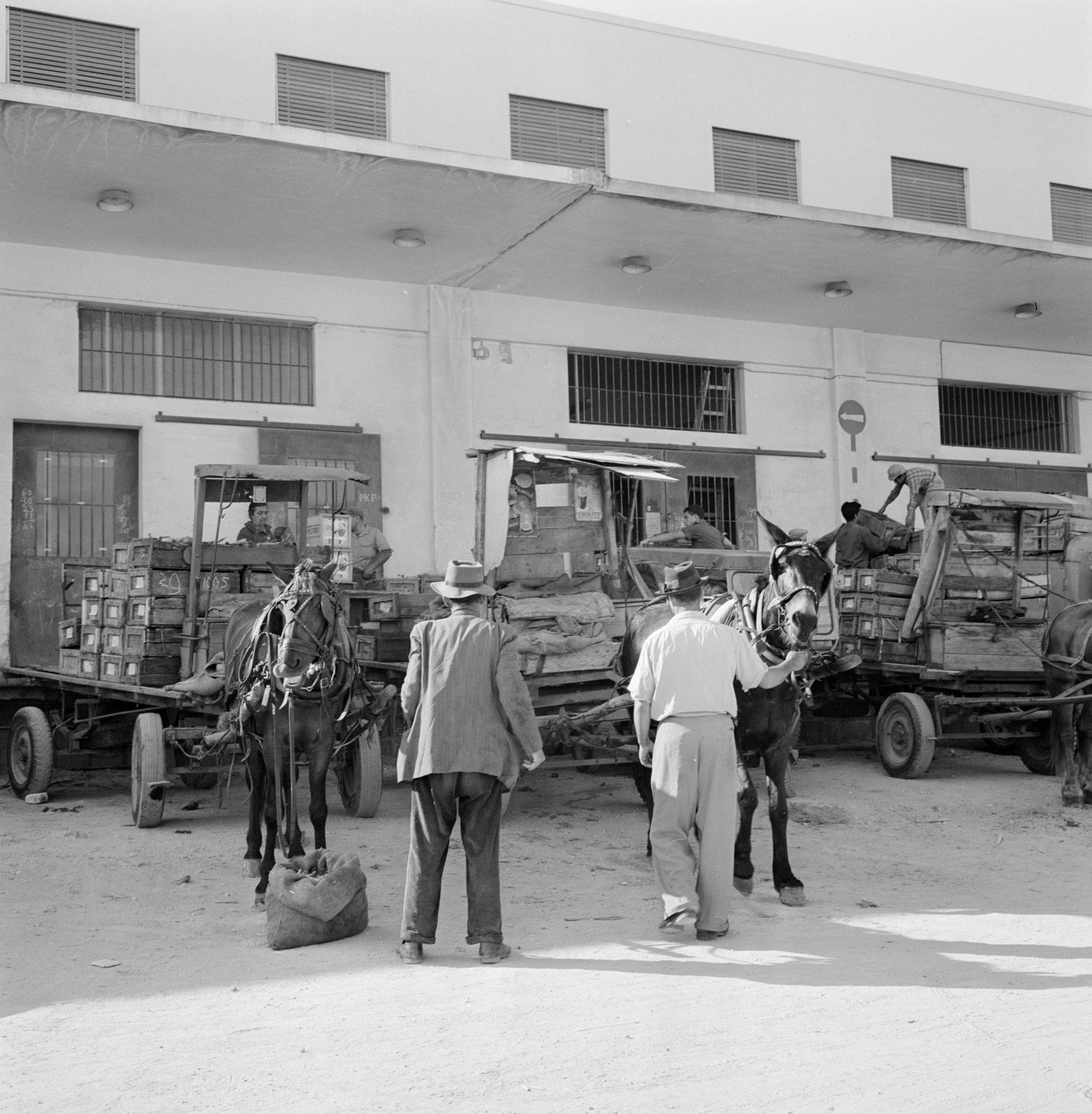
Гуртовий ринок в Тель-Авіві (1964). Фото Вілема ван де Поля
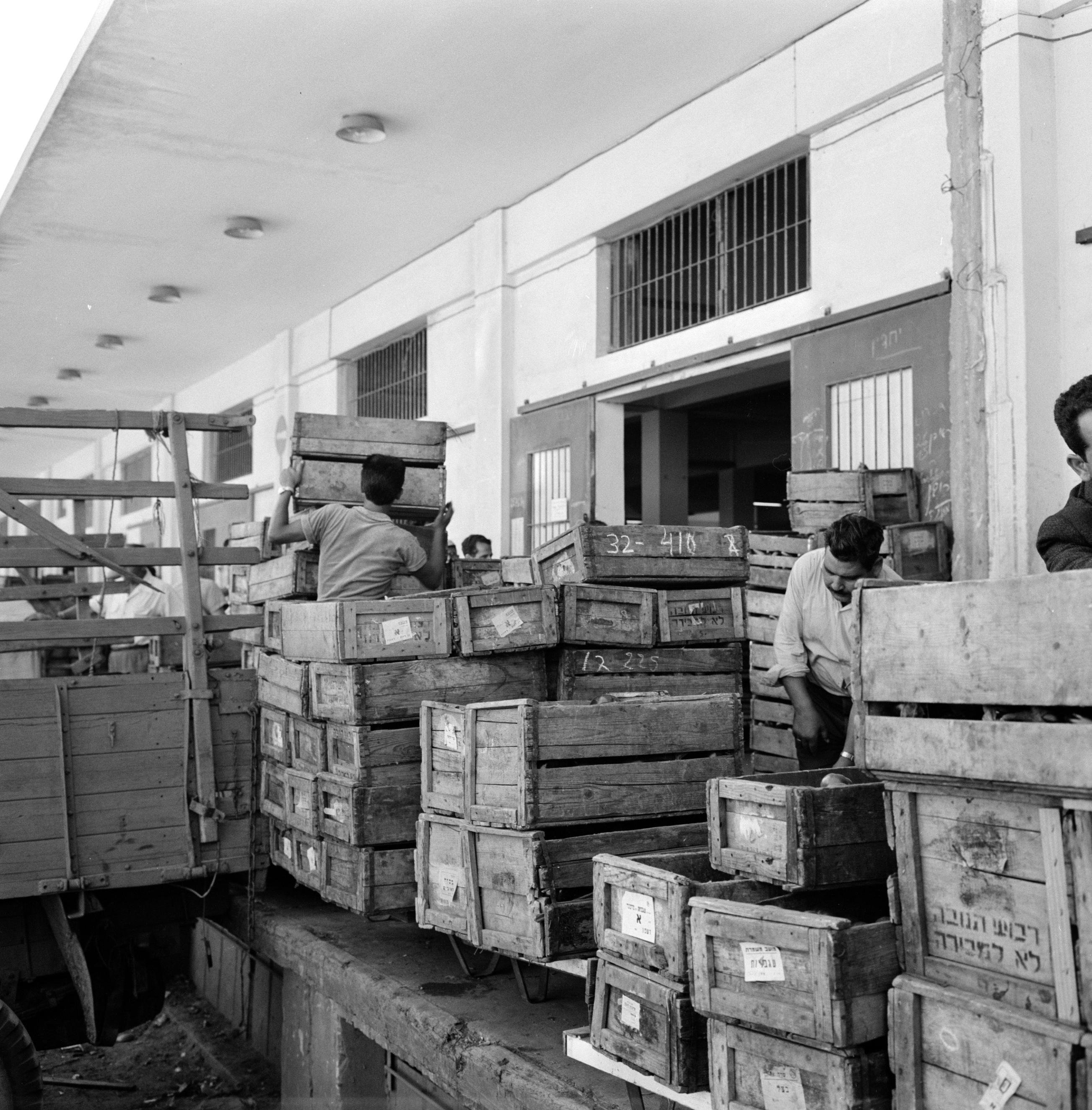
Гуртовий ринок в Тель-Авіві (1964). Фото Вілема ван де Поля

## Виноски
1. ↑  רז סמולסקי (08.06.2009). שוק העלייה - השוק הראשון של תל אביב - ייהפך למתחם מגורים (івр.) . TheMarker.
2. ↑  הצעה: להעביר את השוק הסיטונאי לאזור מזבלת חיריה (івр.) . Маарів. 21.02.1979.
3. ↑  זהבה דברת (16.06.1997). ‏צפויה העברת השוק הסיטונאי מת"א לחירייה - לאחר העברת האתר לנגב (івр.) . Globes.
4. 1 2  המינהל ומשרד החקלאות החליטו להעביר השוק הסיטונאי לצומת מסובים (івр.) . Globes. 07.12.1998.
5. ↑  קבוצת אריסון מנהלת מו"מ להשתלב בפרוייקט השוק הסיטונאי בתל-אביב (івр.) . Globes. 20.07.1998.
6. ↑  הארץ, פירות, אבל מבטון (івр.) . TheMarker. 29.03.2003.
7. ↑  צלי גרינברג (24.01.2005). אושרה תוכנית מתחם השוק הסיטונאי (івр.) . Га-Арец.
8. ↑  יובל אזולאי (19.05.2006). מה יזכרו סוחרים מהשוק? את הלכלוך (івр.) . Га-Арец.
9. ↑  עידו אפרתי (18.05.2006). סופית: השוק הסיטונאי בתל אביב נסגר (івр.) . Ynet.
10. ↑  רז סמולסקי (23.09.2009). ‏16 חברות מעוניינות להשתתף במכרז השוק הסיטונאי בתל אביב‏‎ (івр.) . Га-Арец.
11. ↑  ‏רגע החתימה הגיע: השוק הסיטונאי נמכר ב-1.5 מיליארד שקל‏‎ (івр.) . Globes. 15.04.2010.
12. ↑  פרויקט גינדי תל אביב (השוק הסיטונאי). פרויקט תל אביב (he-IL) . Процитовано 28 січня 2023.
13. ↑  הצלחה לפרויקט "השוק הסיטונאי": 94% נמכר - כמה הרוויחו הרוכשים?. Bizportal (івр.). Процитовано 28 січня 2023.
14. ↑  פז-פרנקל, עינת (22 травня 2014). צרות בעסקת הענק: קנדה ישראל פורשת מפרויקט השוק הסיטונאי. כלכליסט - www.calcalist.co.il. Процитовано 28 січня 2023.
15. ↑  דליה טל (18.10.1999). ‏‏המינהל בוחן 4 הצעות לשוק הסיטונאי החדש‏‎ (івр.) . Globes.
16. ↑  דליה טל (29.10.2000). ‏שוק סיטונאי חדש, ליד מסובים (івр.) . Globes.
17. ↑  שרון קדמי (11.06.2002). ‏הוועדה המחוזית תפקיד את תוכנית השוק הסיטונאי החדש ליד מסובים (івр.) . Globes.
18. ↑  שרון קדמי (24.10.2002). ‏חולדאי מחפש הכנסות: יוזם איגוד ערים לניהול השוק הסיטונאי החדש (івр.) . Globes.
19. ↑  מיכל רוה (08.04.2004). ‏השר כץ: אקדם את העברת השוק הסיטונאי בתל-אביב למסובים בקבינט הכלכלי (івр.) . Globes.
20. ↑  ניר טל (20.10.2016). הוזלת הפירות והירקות נרקבת בצומת מסובים (івр.) . Калькаліст.
21. ↑  עמירם כהן (06.10.2010). ‏השוק הסיטוני במסובים יוצא לדרך: הקמתו מוצעת למכרז BOT בהשקעה הנאמדת ב-160 מיליון שקל‏‎ (івр.) . TheMarker.
22. ↑  אורה קורן (29.04.2012). ‏עלות הקמת השוק הסיטוני לפירות וירקות: 390 מיליון שקל‏‎ (івр.) . TheMarker.
23. ↑  אורה קורן (24.06.2013). שופרסל, מגה ורמי לוי לא יתמודדו במכרז להקמת השוק הסיטוני (івр.) . TheMarker.
24. ↑  אורה קורן (01.09.2003). חברת השוק הסיטוני מציעה שיטה מקוונת למחירון פירות וירקות (івр.) . TheMarker.
25. ↑  משה ליכטמן (17.07.2014). ‏מדוע התפטר מנכ"ל השוק הסיטונאי בצומת מסובים? (івр.) . Globes.
26. ↑  עמר כהן (24.04.2018). ‏כלכלת שוק (івр.) . דבר העובדים בארץ ישראל.
27. ↑  נורית קדוש (24.04.2018). השוק הסיטונאי: הרשתות הגדולות יכולות לחגוג (івр.) . Калькаліст.
28. ↑  עמר כהן (06.05.2019). ‏כישלון בסיטונאות (івр.) . דבר העובדים בארץ ישראל.